# Haïm Margaliot-Kalvarisky
Haïm Margaliot-Kalvarisky (חיים מרגליות-קלווריסקי) est un agronome juif polonais qui émigra en Palestine où il adhéra d'abord au mouvement sioniste avant de militer en faveur du rapprochement judéo-arabe dans le cadre de l'organisation Brit Shalom.

## Biographie
Il naît en Pologne en 1868. Jeune, il adhère au mouvement des Amants de Sion et à l'ordre des Bneï-Moshé. Margaliot-Kalvarsky poursuit des études d'agronomie en France, et émigre en Palestine en 1895 avec la vague de la première aliyah. Là, il étudie à l'école de Mikvé-Israël, puis en 1898 s'installe à Mishmar-Hayarden. Il dirige ensuite la ferme de Sédjéra pour le compte du YIKA, où il permettra l'intégration de 10 familles originaires de Russie.
Haïm Margaliot-Kalvarsky devient directeur du YIKA, responsable pour la région de la Basse Galilée, et il contribue ainsi à la création et l'aménagement des villages de Yavnéel, Ménahamia et Kfar Tabor. Puis il est muté à Rosh Pina et s'occupe parallèlement d'acquisition de terrains. Il développe alors des relations d'amitié ainsi que des règles de cohabitation avec les voisins arabes.
Durant la Première Guerre mondiale, il contribuera au développement des implantations dans le Doigt de Galilée, telles que les kibboutzim Ayelet-Hashahar, Mahanaïm et Kfar-Guiladi, du village Hamra et de la ferme agricole de Tel Haï. C'est Israël Guiladi qui poursuivra l'œuvre de Margaliot-Karlvalsky dans son engagement pour l'implantation dans la région.
Il prend une part active au sein de l'organisation politique prônant le rapprochement judéo-arabe, Brit Shalom. Il est favorable au binationalisme ; ainsi, en 1919, il présenta au Congrès Général Syrien un plan pour un accord judéo-arabe dans lequel il déclare : « La Palestine est la patrie de tous ses citoyens : musulmans, chrétiens et juifs sont tous citoyens avec des droits égaux ».
Haïm Margaliot-Kalvarisky meurt le 19 janvier 1947.

## Kalvarisky personnage de roman
Kalvarisky apparaît dans le roman de Alon Hilu (en), "La Maison de Dajani" (2009, en hébreu) dont l'action se passe en Palestine à la fin du XIXe siècle. Ce roman est centré sur la relation trouble entre Kalvarisky et la famille palestinienne Dajani ; il a suscité une controverse en Israël, en raison de l'image assez peu valorisante qu'il donne des premiers pionniers sionistes. Il a été traduit en anglais en 2010.